# Charles Le Roux
Pour les articles homonymes, voir Le Roux.
Marie-Guillaume Charles Le Roux, dit Charles Le Roux, né le 25 avril 1814 à Nantes et mort dans la même ville le 27 février 1895, est un peintre paysagiste et homme politique français.

## Biographie

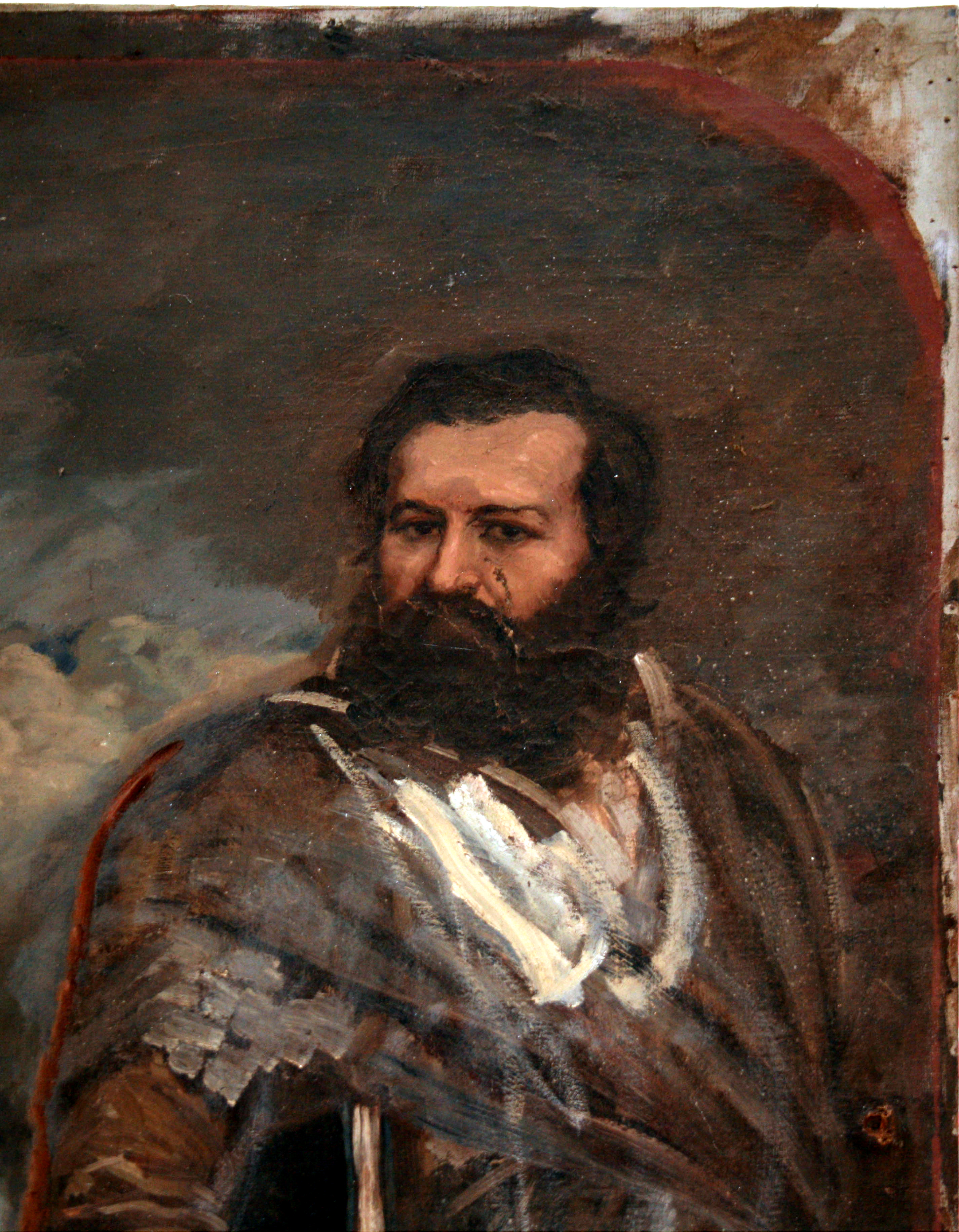
Portrait de Charles Le Roux (?)

D'une famille de marchand-tanneurs, Charles Le Roux est le fils de Marie Joseph Charles Leroux, avocat nantais, et d'Agathe Dessaulx (fille d'un négociant-armateur, qui a contribué avec Jean-Joseph-Louis Graslin à la création du quartier Graslin).
Reçu avocat en 1830, un goût marqué pour la peinture lui fait abandonner la carrière du barreau. Élève de Corot, il expose à la plupart des salons depuis 1834, et reçoit une troisième médaille (1840) puis une seconde (1846) pour des paysages assez remarqués.
Il investit toute sa vie dans la réalisation de peintures de bords de Loire et dans ses activités d'homme politique local. Homme complet et brillant, il anime une activité artistique dans les environs de Nantes en invitant régulièrement ses amis Théodore Rousseau, Camille Corot, Gustave Doré, Louis Cabat, etc. dans ses propriétés du Soullier à Combrand (Deux-Sèvres) et du Pasquiaud à Corsept près de Paimbœuf (Loire-Atlantique). Marié en 1844 à une jeune Créole, Maria Affilé, fille d'un médecin, il a trois enfants : Charles, Joseph et Laurence.
Riche propriétaire, il s'occupe en même temps d'améliorations agricoles ; il est maire de Corsept (1853-1861), lorsqu'il se fixe dans les Deux-Sèvres, où il est nommé maire de Cérizay (1861-1870) et conseiller général pour le canton de Châtillon-sur-Sèvre (1859-1871). Vice-président du Conseil général des Deux-Sèvres, il se présente à la députation avec l'appui officiel, dans la 3e circonscription des Deux-Sèvres, vacante par le décès de Camille Chauvin de Lénardière. De 1860 à 1870, il est ainsi élu trois fois successivement député des Deux-Sèvres. Durant ces législatures, il fait partie de plusieurs commissions, avait appuyé la construction des chemins de fer de Bressuire à la Roche-sur-Yon. Il vote pour la guerre contre la Prusse, et quitte le parlement à la chute de l'Empire. Il essaye d'y rentrer, aux élections législatives du 20 février 1876, et pose sa candidature bonapartiste dans l'arrondissement de Bressuire, mais échoue face à Julien de La Rochejaquelein.
Charles le Roux est un paysagiste proche de l'École de Barbizon, il est un habitué des Salons parisiens et c'est également un homme agricole qui s'attache à la modernisation de l'agriculture.
Il meurt à Nantes au 6 rue de l'Héronnière, et est inhumé au cimetière Miséricorde. Le portrait en médaillon qui orne sa sépulture est l'œuvre de Charles-Auguste Lebourg.

## Critiques

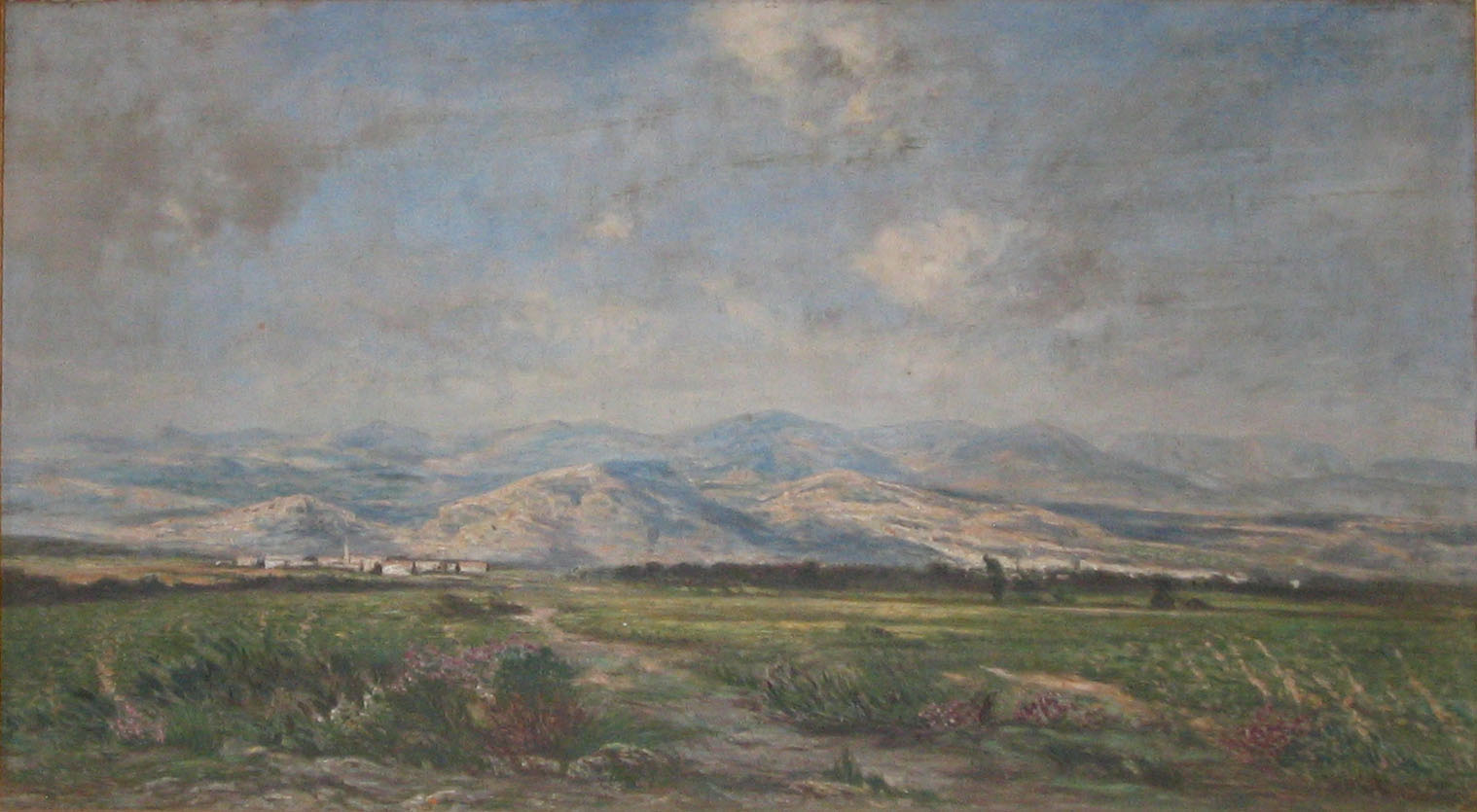
Paysage près de Narbonne (1883)

- Jules Verne au salon de 1857 : « Nous nous sommes arrêtés avec plaisir, devant deux tableaux de M. Charles Leroux; Les Bords de la Loire au moment de la pleine mer est une œuvre d'un talent incontestable; les effets de la nature, scrupuleusement étudiés, y sont scrupuleusement rendus; ce ciel, où se forme un orage, est peint avec hardiesse et vérité; les eaux de la Loire sont grises et opaques; elles reflètent à peine ces barques de pêcheurs à voiles rouges qui les sillonnent rapidement. M. Leroux est un de nos bons paysagistes, qui produit suffisamment, mais qui ne se produit pas assez.»[3]
- Edmond About au salon de 1855 : « La couleur de M. Charles Le Roux est aussi belle que celle de M. Rousseau, et à moins de frais.»[4]
- Théophile Gautier : « Quoiqu’il soit élève de Corot et maître lui-même, M. Charles Le Roux semble avoir, en dehors de toute imitation, une parenté de tempérament avec Théodore Rousseau. Il voit la nature en coloriste. Son exécution risquée, fougueuse, brutale en apparence, cache beaucoup de finesse et une rare recherche de ton ; il ne s’inquiète pas que le vrai soit vraisemblable et il prend ses sites à des saisons bizarres et sous des incidences singulières. Il ne craint pas de faire couler à pleins bords une rivière dans sa toile et de poser, sans intermédiaire, le ciel gris sur l’eau grise ; l’hiver ne l’effraie pas avec ses arbres décharnés et, par les brumes de l’automne, il entre dans les marais comme un chasseur de bécassines, parmi les joncs, les roseaux, les nénuphars et les larges plantes aquatiques glacées de vert de gris et safranées de rouille. Il ne voyage pas, il traduit avec amour les aspects de sa terre natale, de sa chère Bretagne.»[5]
- Charles Baudelaire au Salon de 1846 : « (...) Il arrive même, en ces cas-là, qu'un élève inattendu, comme M. Charles Le Roux, pousse encore plus loin la sécurité et l'audace; car il n'est qu'une chose inimitable, qui est la bonhomie.»[6]

## Élèves
- Charles Leduc
- Maxime Maufra (1861-1918)

## Salons
- Salon des Artistes Français, Paris
  - 1834 : "Souvenir de Fontainebleau, paysage d'automne" no 1266
  - 1846 : "Une Lande" no 1193, "Paysage, souvenir du Haut-Poitou" no 1194
  - 1847 : "Souvenir de la forêt du Gâvre" no 1074, "La prairie des Ormeaux, au Soulier (Haut-Poitou)" no 1075
  - 1848 : "Les Dunes d'Escoublac" no 2937, "Un Ruisseau" no 2938, "Chemin dans un bois" no 2939, "Souvenir des bords de la Sèvre" no 2940, "Un étang" no 2941, "Une lande près de Bressuire" no 2942, "Lisière de bois au Joussiers (Haut-Poitou)" no 2943, "Vue du Croisic" no 2944, "Souvenir du Soulier" no 2945, "Un terrain, étude" no 2946
  - 1853 : "Prairie sur les bords de la Loire" no 764, "Un vallon" no 765, "Souvenir de Pornic" no 766
  - 1859 : "Prairies et marais de Corsept, au mois d'août, à l'embouchure de la Loire"
  - 1875 : "Un marais au lever du soleil" no 1351, "Le bourg de Batz et le Croisic, par un effet d'orage" no 1352, "L'approche d'un grain, sur les côtes de Bretagne" no 1353
  - 1879 : "Un chêne au bord d'un marais" n° 1907 et "Lever de brume près de Paimboeuf" n°1908
  - 1880 : "Prairies inondées en avril, à Basse-Indre" n°2298 et "Un village près du Soulliers" n°2299
  - 1883 : "L'étang de Thau, près Cette" n°1497 et "Environs de Narbonne (Aude)" n°1498

- Exposition Universelle, Paris
  - 1855 : "Lisière de bois. Cerisiers en automne"
  - 1889 : "L'étang du Souliers"
  - 1900 : "Prairies et marais de Corsept, au mois d'août, à l'embouchure de la Loire, figures de Corot", Musée d'Orsay, Paris[7]

## Hommages
En 1931, la ville de Nantes attribue le nom « place Charles-Le Roux » à l'ancienne « place du Jardin des Plantes ».
En 2014, à l'occasion du bicentenaire de sa naissance, l'Association "Les amis du peintre Charles Le Roux", dont le but est de préserver son œuvre et sa mémoire, voit le jour.
En 2017, le musée de Bressuire lui consacre une exposition. À cette occasion une trentaine de peintures et une demi-douzaine de ses dessins sont présentés.